# درجة الكحول

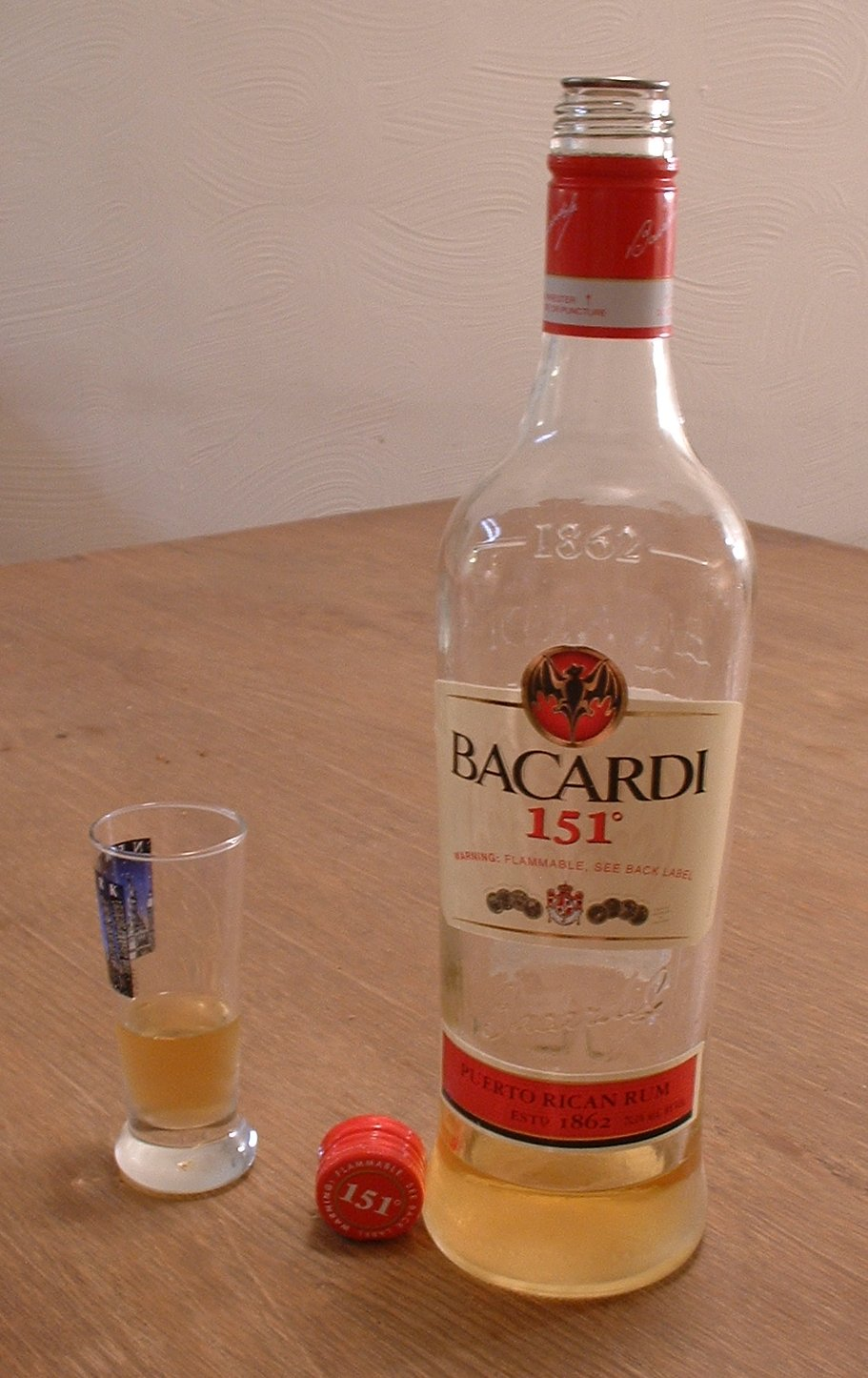

درجة الكحول (بالإنجليزية: Alcohol proof) هي مقياس يحدد كمية الكحول (الإيثانول) الموجودة في المشروبات الكحولية. وكان استخدام المصطلح في الأصل في المملكة المتحدة وكان يعرف بأنه 7/4 أضعاف نسبة الكحول (ABV). ولكن المملكة المتحدة تستخدم الآن معيار نسبة الكحول بدلاً من درجة الكحول. وفي الولايات المتحدة، تعرف درجة الكحول بأنها ضعف نسبة الكحول. ويتم تنظيم قياس محتوى الكحول وبيان هذا المحتوى على ملصقات قنينة مشروب الليكير (وتسمى أيضًا المشروبات الكحولية أو المشروبات الروحية) بموجب القانون في الولايات المتحدة. والغرض من هذه اللائحة هو تقديم المعلومات المناسبة للمستهلك.

## نبذة تاريخية
من القرن الثامن عشر حتى أول يناير 1980، كانت المملكة المتحدة تقوم بقياس محتوى الكحول باستخدام "القوة الروحية" الذي يُعرف على أنه روحي ذا كثافة تبلغ 12/13 مقارنة بالماء، أو 923 كجم/م3، ومساوٍ لنسبة كحول تبلغ 57.15%.">http://www.dcs.ed.ac.uk/home/jhb/whisky/swa/chap6.html</ref></a> ويرجع أصل المصطلح إلى القرن الثامن عشر، عندما كانت تتضمن المدفوعات للجنود البريطانيين حصص مشروب الرم. لضمان أنه لم يتم تخفيف الرم، يتم "الموافقة عليها" بواسطة غمس البارود فيه، ثم يتم اختباره لمعرفة ما إذا كان قد يُشعل البارود. وإذا لم يكن كذلك، فإن الرم يتضمن الكثير من المياه ومن ثم يعتبر "دون الدرجة المطلوبة". ولا يحترق البارود في الرم الذي يحتوي على نسبة كحول أقل من 57.15% تقريبًا. لذا، يتم تعريف الرم الذي يتضمن هذه النسبة من الكحول بأنه يتمتع بـ "قوة 100 درجة".
إن القيمة 57.15% قريبة جدًا من الكسر 4/7 = 0.5714. لذا فإن التعريف يحدد أن القوة الروحية التي تبلغ 100 درجة تحتوي على نسبة كحول 4/7. وترتب على ذلك تحويل نسبة الكحول (معبرًا عنها كنسبة مئوية، كما لو كانت معيار، بدلاً من أن تكون جزءًا) إلى قوة الدرجات، فمن الضروري فقط مضاعفة النسبة 4/7 = 1.75. ومن ثم سوف يحتوي الكحول النقي بنسبة 100% على 100×(4/7) = قوة 175 درجة، ويحتوي المشروب الروحي الذي يتميز بنسبة كحول تبلغ 50% على 50×(4/7) = قوة 87.5 درجة.
لقد أصبح استخدام «القوة» كمقياس لمحتوى الكحول الآن أمرًا تاريخيًا في الغالب. ففي الوقت الحالي، تُباع المشروبات الروحية في معظم الأماكن مع البطاقات التي توضح محتوى الكحول في صورة نسبة الكحول (ABV).
وتستخدم العديد من الدول مقياسًا يسمى المشروب المعياري. في أستراليا، يحتوي المشروب المعياري على 10 جرامات (12.67 مل) كحول، وهي الكمية التي يمكن تمثيلها غذائيا بواسطة ذكر بالغ في ساعة واحدة. والغرض من قياس المشروب المعياري هو المساعدة في رصد من يشربون الكحول ومراقبتهم.

## اللوائح الحكومية

### الاتحاد الأوروبي
يتبع الاتحاد الأوروبي توصيات المنظمة الدولية للمقاييس القانونية (OIML). حيث تتضمن توصيات المنظمة الدولية للمقاييس القانونية رقم 22 لعام (1973)  معايير قياس قوة الكحول حسب الحجم والكتلة. لم يرد تفضيل أسلوب على الآخر في وثيقة التوصيات، ولكن إذا استُخدم الكحول بقوة في حجمه، فيجب التعبير عنه كنسبة مئوية (٪) من الحجم الكلي، وخليط الماء/الكحول يجب أن يكون درجة حرارته 20° مئوية (68° فهرنهايت) عند القياس. لا تتناول الوثيقة درجة الكحول أو وضع البطاقات على الزجاجات.

### المملكة المتحدة
منذ 1 يناير 1980، استخدمت المملكة المتحدة معيار نسبة الكحول لقياس محتوى الكحول، على النحو المنصوص عليه من قبل الاتحاد الأوروبي
“مثل حال دول الاتحاد الأوروبي الأخرى، في 1 يناير 1980، تبنت بريطانيا نظام القياس الموصى به من قبل المنظمة الدولية للمقاييس القانونية، وهي هيئة تضم معظم الدول الرئيسية بين أعضائها. يقيس نظام المنظمة الدولية للمقاييس القانونية قوة الكحول كنسبة مئوية من الكحول بواسطة الحجم عند درجة حرارة 20° مئوية. وحلت محل نظام سايكس لقياس قوة ودرجة المشروبات الروحية، التي استخدمت في بريطانيا لأكثر من 160 عامًا."
«إن بريطانيا، التي اعتادت استخدام مقياس سايكس لعرض الدرجة، تستخدم الآن مقياس الاتحاد الأوروبي المنصوص عليه من قبل المنظمة الدولية للمقاييس القانونية. واعتمد هذا المقياس في جميع دول المجتمع الأوروبي عام 1980 لجميع مقاصد وأغراض مقياس غاي لوساك الذي كان يستخدم في جزء كبير من قارة أوروبا. فاستخدام مقياس المنظمة الدولية للمقاييس القانونية أو مقياس غاي لوساك متشابهًا حيث يقيس محتوى الكحول بواسطة الحجم إلا أنه يتم التعبير عن الأرقام بدرجات، وليس بالنسب المئوية.»

### الولايات المتحدة
في الولايات المتحدة، يتم قياس محتوى الكحول أي نسبة الكحول بواسطة الحجم. يتطلب قانون اللوائح الاتحادية (27 [نسخة 4-1-03] 5.37 محتوى الكحول) وضع ملصقات توضح نسبة الكحول. وتسمح اللائحة بطباعة درجة الكحول إلى جانب الرقم الذي يوضح نسبة الكحول ولكنه ليس بالأمر الإلزامي. وفيما يتعلق بزجاجات المشروبات الروحية الأكثر من 100 مل التي لا تحتوي على مواد صلبة، يُسمح باختلاف نسبة الكحول الفعلية حتى 0.15% عن النسبة الموضحة على ملصق الزجاجة. وتُعرف درجة الكحول في الولايات المتحدة على أنها ضعف نسبة الكحول. ونتيجة لذلك يحتوي الويسكي 100 على 50% كحول حسب الحجم؛ بينما يحتوي الويسكي 68 على 43% كحول. لاحظ أنه في الولايات المتحدة لا يستخدم مصطلح «قياس القوة بالدرجات». على سبيل المثال، يوصف حجم الكحول 50% بأنه «قوة 100» وليست «قوة 100 درجة».

## نسبة الكحول في إنتاج المشروبات
في البيرة، يتراوح حجم الكحول 3%–12% ولكنه غالبًا ما يكون 4%–6%. النبيذ التقليدي سوف يحتوي على نسبة 9%–16% وغالبًا ما يكون بين 12.5%–14.5%. الخمور مثل الميناء والمادريا ومارسالا وشيري ونبيذ فيرموث، فيها نسبة 15.5–20%. النبيذ «مقوى» بإضافة مشروبات روحية مركزة، عادة براندي. المشروبات الأقوى مثل المشروبات الكحولية تكون مركزة بعد تخمير لزيادة نسبة الكحول فيها. وتشكل هذه فئة واسعة جدًا من المشروبات التي يمكن أن يتراوح حجم الكحول فيها من 20٪ إلى 95٪.

## وصلات خارجية
- [<a href="http://www.promash.com/sikes/index.html">http://www.promash.com/sikes/index.html نسخة محفوظة 15 ديسمبر 2009 على موقع واي باك مشين.</a> The Sikes Hydrometer; A Tradition since 1816]